# Trichogyne candida
Trichogyne candida là một loài thực vật có hoa trong họ Cúc. Loài này được (Hilliard) Anderb. miêu tả khoa học đầu tiên năm 1991.